# Ceratosolen flabellatus
Ceratosolen flabellatus är en stekelart som beskrevs av Grandi 1916. Ceratosolen flabellatus ingår i släktet Ceratosolen och familjen fikonsteklar. Inga underarter finns listade i Catalogue of Life.